# Японская письменность
В статье рассказывается о современной системе письменности японского языка и её истории. Самому языку посвящена статья Японский язык.
В современном японском языке используется три основных системы письма: кандзи — иероглифы китайского происхождения и две слоговые азбуки, созданные в Японии: хирагана и катакана. В самой Японии эта система традиционно называется «смешанное письмо иероглифами и каной» (яп. 漢字仮名交じり文 кандзи кана мадзирибун).
Часто в японском тексте встречаются латинские буквы, используемые для записи распространённых аббревиатур (например, DVD или NATO) и других целей. Транслитерация японского языка латинскими буквами называется ромадзи и встречается в японских текстах редко. Для записи числительных часто используются арабские цифры (обычно в текстах с горизонтальным направлением письма). Исключение какого-либо из перечисленных видов письма или замена одного другим в их принятом употреблении делает текст трудно читаемым или непонятным вовсе (это, пожалуй, не относится к латинским буквам, роль и употребление которых в настоящее время значительно меньше в сравнении с тремя основными системами).
Рассмотрим пример газетного заголовка, использующего в своей записи все виды письма, включая латинские буквы и арабские цифры (заголовок из газеты «Асахи симбун» от 19 апреля 2004 года). Кандзи выделены красным цветом, хирагана — синим, катакана — зелёным, ромадзи и арабские цифры — чёрным:
ラドクリフ、マラソン五輪代表に 1万m出場にも含み
Radokurifu, Marason gorin daihyō ni, ichi-man mētoru shutsujō ni mo fukumi
РАДОКУРИФУ, МАРАСОН горин дайхё: ни, ити-ман мэ: тору сюцудзё: ни мо фукуми.
«Рэдклифф, участница олимпийского марафона, также выступит на дистанции 10 000 м».
Ниже приведены примеры некоторых слов японского языка, записанных разными системами письменности:
| Кандзи | Хирагана | Катакана | Ромадзи | Перевод         |
| ------ | -------- | -------- | ------- | --------------- |
| 私     | わたし   | ワタシ   | watashi | Я               |
| 金魚   | きんぎょ | キンギョ | kingyo  | Золотая рыбка   |
| 煙草   | たばこ   | タバコ   | tabako  | Табак, сигареты |

Сортировка слов в японском языке основана на порядке следования каны, которая, в отличие от кандзи, выражает не смысловое значение, а звучание. Существует две основных сортировки каны: современная годзюон (букв. «пятьдесят звуков») и устаревшая: ироха. В словарях иероглифов слова сортируются при помощи системы ключей.

## Кандзи
Кандзи (яп. 漢字, букв. «Буквы (династии) Хань») — китайские иероглифы, используемые в японской письменности в основном для записи имён существительных, основ глаголов и прилагательных, а также японских имён собственных. Первые китайские тексты были завезены в Японию буддийскими монахами из корейского королевства Пэкче в V веке н. э. Сегодня наряду с исконно китайскими иероглифами используются знаки, изобретённые в самой Японии: так называемые кокудзи.

Китайские иероглифы для слова кандзи

В зависимости от того, каким путём кандзи попал в японский язык, иероглифы могут использоваться для написания одного или разных слов или, ещё чаще, морфем. С точки зрения читателя это означает, что кандзи имеют одно или несколько чтений. Выбор чтения иероглифа зависит от контекста, сочетания с другими кандзи, места в предложении и т. д. Некоторые часто используемые кандзи имеют десять или больше различных чтений.
Чтения, как правило, подразделяются на онные чтения, или онъёми (японские интерпретации китайского произношения иероглифа) и кунные чтения, или кунъёми (основанные на произношении исконно японских слов). Некоторые кандзи имеют несколько онъёми, потому что были заимствованы из Китая несколько раз: в разное время и из разных областей. Некоторые имеют разные кунъёми, потому что к китайскому иероглифу нашлось несколько японских синонимов. С другой стороны, кандзи может и не иметь ни одного онъёми или ни одного кунъёми.
Редкие чтения иероглифов называются «нанори». Нанори широко распространены в именах собственных, в частности фамилиях.
Существует много сочетаний кандзи, для произношения составляющих которых используются и оны, и куны: такие слова называют дзубако (яп. 重箱) или юто (яп. 湯桶). Сами эти два термина являются автологическими: первый кандзи в слове «дзубако» читается по ону, а второй — по куну, а в слове «юто» — наоборот. Другие примеры:  (яп. 金色 кинъиро) «золотой», он-кун;  (яп. 空手道 каратэдо:, «каратэ», кун-кун-он).
Гикун (яп. 義訓) — чтения сочетаний кандзи, не имеющие прямого отношения к кунам или онам отдельных иероглифов, а относящиеся к смыслу всего сочетания. К примеру, сочетание 一寸 можно прочесть как иссун (то есть «один сун»), однако на самом деле это неделимое сочетание тётто («немного»). Гикун часто встречается в японских фамилиях.
По всем этим причинам выбор правильного чтения иероглифа является сложной задачей для изучающих японский язык.
В большинстве случаев для записи одного японского слова использовались разные кандзи, для отражения оттенков значения. Например, слово «наосу», записанное как 治す, будет означать «лечить болезнь», в то время как запись 直す будет означать «чинить» (например, велосипед). Иногда разница в написании прозрачна, а иногда достаточно тонка. Для того, чтобы не ошибиться в оттенках смысла, слово порой записывается хираганой.
В современном письменном языке активно используется около 3 тысяч иероглифов. 2136 кандзи составляют необходимый минимум, преподаваемый в школах с 2010 года (до этого минимум был 1945 кандзи).
От кандзи произошли две слоговые азбуки — каны: хирагана и катакана.
 На Викискладе есть страница с изображениями кандзи

## Хирагана
Хирагана (яп. 平仮名) — слоговая азбука, каждый символ которой выражает одну мору. Хираганой можно передать гласные звуки, слоговые сочетания и один изолированный согласный, «н», ん. Хирагана используется для слов, для записи которых нет кандзи, например, частиц и суффиксов. Она употребляется в словах вместо кандзи в тех случаях, когда предполагается, что читатель не знает каких-то иероглифов, или эти иероглифы незнакомы самому пишущему, а также в неофициальной переписке. Формы глаголов и прилагательных (окуригана) также записываются хираганой. Кроме того, хирагана используется для записи фонетических подсказок для чтения иероглифов — фуриганы.

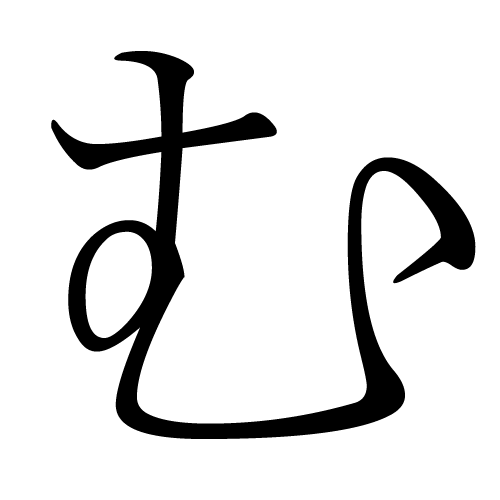
Знак хираганы для слога «му»

Хирагана произошла от манъёганы — системы письменности, возникшей в V веке н. э., в которой японские слова записывались схожими по звучанию китайскими иероглифами. Знаки хираганы — это запись манъёганы китайским каллиграфическим стилем цаошу, поэтому символы этой азбуки имеют округлые очертания. Раньше в японских текстах могли встречаться разные начертания хираганы для одной и той же моры, производные от иероглифов с одинаковым чтением, но после реформы 1900 года за каждой морой был закреплён один знак, а набор альтернативных начертаний стал называться хэнтайганой, которая ограниченно употребляется и по сей день.
Поначалу хирагана использовалось только женщинами, которым было недоступно хорошее образование. Другое название хираганы — «женское письмо». Гэндзи-моногатари и другие ранние женские романы писались преимущественно или исключительно хираганой. Сегодня тексты, написанные только хираганой, встречаются в книгах для детей дошкольного возраста. Для удобства чтения в таких книгах расставлены пробелы между словами.
 На Викискладе есть страница с изображениями знаков хираганы

## Катакана
Катакана (яп. 片仮名) — вторая слоговая азбука японского языка. Позволяет передавать звучание тех же мор, что и хирагана. Используется для записи слов, заимствованных из языков, не использующих китайские иероглифы — гайрайго, иностранных имён, а также ономатопеи и научно-технических терминов: названия растений, деталей машин и т. п. Смысловое ударение на слово или участок текста, в которых обычно употребляются кандзи и хирагана, можно создать, если записать его катаканой.

Название страны Беларусь на японском языке ('), записанное катаканой

Катакана была создана буддийскими монахами в начале эпохи Хэйан из манъёганы и использовалась в качестве фонетических подсказок (фуриганы) в камбуне. К примеру, знак «ка» (яп. カ) происходит от левой части кандзи «увеличивать» (яп. 加 ка). Отчасти катакана соответствует системе ключей для кандзи с одинаковым произношением.
Символы катаканы относительно просты и угловаты, некоторые из них напоминают аналогичные знаки хираганы, однако полностью совпадает только кана «хэ» (яп. へ).
 На Викискладе есть страница с изображениями знаков катаканы

## Ромадзи
Ромадзи (яп. ローマ字 ро:мадзи, букв.: «латинские буквы») — запись японских слов латиницей. Употребляется в учебниках японского языка для иностранцев, в словарях, на железнодорожных и уличных указателях. Японские названия и имена записываются с помощью ромадзи, чтобы их могли прочесть иностранцы: например, в паспортах или визитных карточках. При помощи ромадзи записываются некоторые аббревиатуры иностранного происхождения, например DVD или NATO. Широкое применение ромадзи имеет в области компьютерной техники: например, на клавиатурах часто применяется метод ввода (IME) каны через ромадзи.

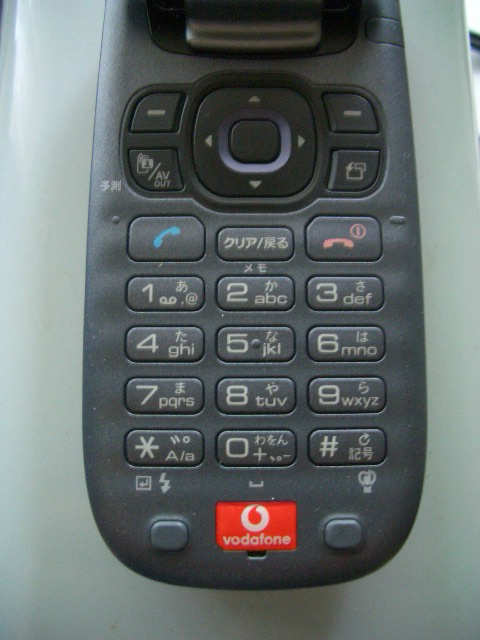
Клавиатура японского сотового телефона с ромадзи и хираганой

Существует несколько систем латинизации японского языка. Самая первая система латинизации японского основывалась на португальском языке и его алфавите и была разработана примерно в 1548 году японскими католиками. После изгнания христиан из Японии в начале XVII века, ромадзи вышла из употребления, и использовалась лишь время от времени до реставрации Мэйдзи в середине XIX века, когда Япония снова открылась для международных контактов. Все нынешние системы разработаны во второй половине XIX века.
Наиболее распространена система Хэпбёрна, основанная на фонологии английского языка и дающая для англофонов наилучшее представление о том, как слово произносится по-японски. Государственным стандартом в Японии признана другая система — Кунрэй-сики, которая точнее передаёт грамматическую структуру японского языка.

## Направление письма
Традиционно в японском языке использовался китайский вертикальный способ письма (яп. 縦書き татэгаки, дословно «вертикальное письмо») — символы идут сверху вниз, а столбцы справа налево. Этот способ продолжает широко использоваться в художественной литературе и в газетах. В научно-технической литературе и в компьютерах чаще всего используется европейский способ письма (яп. 横書き ёкогаки, досл. «боковое письмо») — символы идут слева направо, а строки сверху вниз. Это связано с тем, что в научных текстах очень часто приходится вставлять слова и фразы на других языках, а также математические и химические формулы. В вертикальном тексте это очень неудобно. Кроме того, до сих пор нет полноценной поддержки вертикального письма в HTML.
Официально горизонтальное письмо слева направо было принято лишь в 1959 году, до этого многие виды текстов набирались справа налево. Сегодня, хотя и очень редко, можно встретить горизонтальное письмо с направлением письма справа налево на вывесках и в лозунгах — это можно считать подвидом вертикального письма, в котором каждый столбец состоит всего из одного знака.

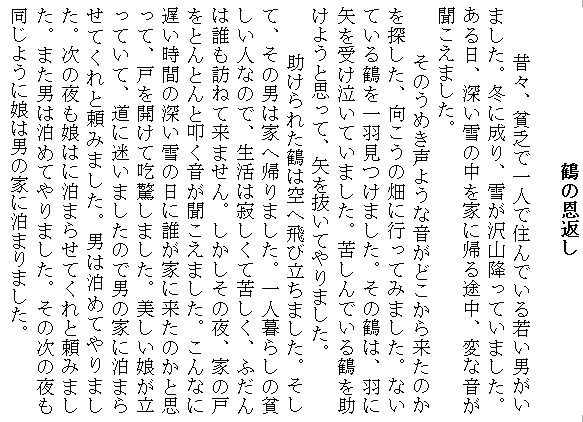
Пример вертикального японского письма
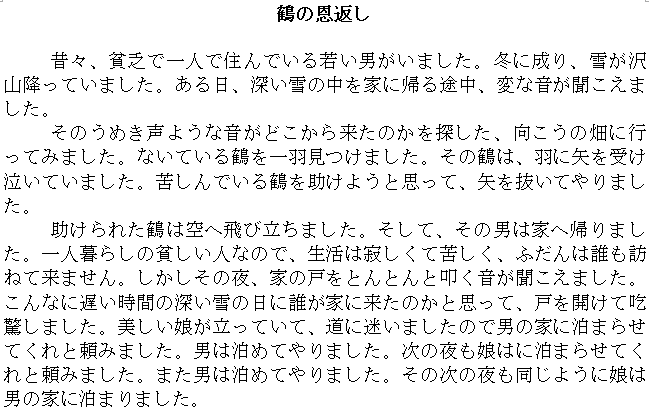
Пример горизонтального японского письма

## История письменности

### Ранняя письменность
Существующая японская система письменности восходит примерно к IV веку н. э., когда из Китая в Японию пришло иероглифическое письмо. Нет явных доказательств того, что до появления китайских иероглифов в Японии существовала своя система письменности. До поражения Японии во Второй мировой войне на государственном уровне навязывалась идея о том, что до китайских иероглифов в Японии существовали несколько систем ранней письменности, называемых дзиндай модзи (или камиё модзи, букв. «письменность эры богов»): некоторые из них по форме напоминали рунический алфавит, некоторые — корейский хангыль. Сегодня общепризнанным считается мнение о том, что все они — мистификации, возникшие на волне национализма в XX веке.
Изначально китайские иероглифы для записи текстов на японском языке не использовались; признаком образованности считалось знание классического китайского языка. Впоследствии появилась система камбун, которая использовала китайские иероглифы (кандзи) и китайскую грамматику, но уже содержала диакритические знаки, указывающие последовательность иероглифов для чтения на японском языке. Самая ранняя книга об истории Японии, Кодзики, составленная до 712 года, была написана камбуном. Сегодня изучение камбуна входит в школьный курс японского языка.
Первой письменностью для записи японского языка стала манъёгана, в которой для записи японских слов использовались кандзи, причём от иероглифов брались не смысловые значения, а их фонетические звучания, производные от китайских чтений. Манъёгана первоначально использовалась для записи поэтических произведений, например сборник поэзии «Манъёсю», составленный до 759 года, от которого происходит название этой системы письменности. От манъёганы произошли фонетические азбуки — хирагана и катакана.
Вместе с внедрением китайской письменности в Японию пришли новые термины и слова, у которых не существовало эквивалентов в японском языке. Эти слова произносились приближённо к их оригинальному китайскому звучанию; сино-японские чтения получили название онъёми. В то же время, в японском языке уже существовали исконные слова, соответствующие заимствованным иероглифам, причём одно и то же японское слово можно было записать разными кандзи. Чтения, производные от коренных слов японского языка, получили название кунъёми. Кандзи может иметь одно или несколько кунъёми или онъёми, а может и не иметь вообще одного из них. Окуригана служит для расшифровки неоднозначности при чтении кандзи, образующих корни глаголов и прилагательных. К примеру, иероглиф 行 читается как и в слове «ику» (яп. 行く, «идти»), окона — в слове «оконау» (яп. 行う, «делать»), гё: — в составном слове «гё:рэцу» (яп. 行列, «линия»), ко: — в слове «гинко:» (яп. 銀行, «банк») и ан — в слове «андон» (яп. 行灯, «фонарь»).
В японском языке существует много синонимов, образованных от коренных японских слов и заимствованных — китайских. Процесс адаптации китайского словаря и письменности к японскому языку лингвисты иногда сравнивают с влиянием норманнского завоевания Англии на английский язык. В то же время заимствованные китайские слова часто используются в более формальном и интеллектуальном контексте, подобно тому, как использование латинизмов в европейских языках считается показателем высокого стиля речи.

### Реформы письменности

#### Реставрация Мэйдзи
Реформы эпохи Мэйдзи в XIX веке непосредственно не касались японской письменности, однако начался естественный процесс изменения языка, вызванный реформами образования и, следовательно, повышением уровня грамотности в стране, притоком новых слов и терминов, как заимствованных из европейских языков, так и заново созданных. В результате классическая письменность начала вытесняться новой формой «гэмбунъитти» (яп. 言文一致), наиболее приближенной к запросам разговорной речи. Сложность существующей системы письменности стала очевидной, и в конце XIX века активно начали выдвигаться предложения о том, чтобы сократить количество кандзи, находящихся в употреблении. Кроме того, под влиянием знакомства с иностранными системами письма, преимущественно европейского происхождения, появились предложения вообще отказаться от иероглифического письма и перевести японский язык на кану или ромадзи, впрочем, они не встретили одобрения. Примерно в это же время в японской письменности начали употребляться европейские знаки пунктуации.
В 1900 году министерством Образования Японии были проведены три реформы, нацеленные на улучшение качества образования:
- стандартизация азбуки хирагана и исключение из неё нестандартных знаков хэнтайганы;
- ограничение списка кандзи, преподаваемых в школе до 1200;
- стандартизация чтения каны и записи сино-японских чтений кандзи в соответствии с современным произношением.

Если первые две из этих реформ были, в основном, положительно восприняты обществом, последняя была встречена в штыки консерваторами и была отменена в 1908 году.

#### До Второй мировой войны
Частичный провал реформ 1900 года, а также рост национализма в Японии не дали провести какие-либо значительные реформы письменности. До Второй мировой войны не раз предлагалось ограничить употребление кандзи, и некоторые газеты добровольно уменьшили число кандзи на своих полосах, одновременно увеличив применение фуриганы, однако эти инициативы не встретили поддержки правительства.

#### Послевоенный период
После окончания Второй мировой войны и оккупации Японии американскими войсками были проведены несколько важных реформ, касавшихся японской письменности. Отчасти это было сделано под давлением оккупационных властей, но главной причиной послужило то, что консерваторов, ранее препятствовавших реформам, отстранили от контроля над образовательной системой страны. Ниже перечислены некоторые из основных реформ.
- Реформа произношения каны, по которой за всеми символами обеих слоговых азбук были закреплены современные чтения, заменив историческое правописание каны (1946 год).
- Обнародование списка тоё кандзи, который ограничил число иероглифов в школьных учебниках, газетах и т. д. до 1850 (1946 год), а также утвердил упрощённые начертания некоторых кандзи[1].
- Обнародование списка кандзи, обязательных для школьного образования (1948 год).
- Обнародование дополнительного списка дзиммэйё кандзи, иероглифы из которого, вместе с теми, что были включены в тоё кандзи, можно было использовать для имён (1951 год).

Примерно в это же время от советников оккупационного правительства поступило предложение о полном переводе письменности на ромадзи, однако это предложение не поддержали многие специалисты, и такая радикальная реформа проведена не была. Тем не менее, обязательным стало дублировать ромадзи названия на железнодорожных и уличных указателях.
Помимо этого, традиционное для Японии горизонтальное направление письма справа налево было заменено на более обычное для европейских языков — слева направо. Старое направление письма сохранилось на плакатах, а также для рекламных целей — на правой стороне некоторых транспортных средств (в том числе автомобилей и кораблей), где надпись должна идти от переднего края до заднего.
После снятия оккупации реформы не были отменены, однако многие ограничения смягчены. Замена в 1981 году тоё кандзи на список дзёё кандзи, содержавший уже 1945 иероглифов, сопровождалась заменой формулировки: теперь не вошедшие в этот список кандзи не запрещалось, а лишь не рекомендовалось использовать. Кроме того, министерство образования перестало активно вмешиваться в реформу письменности, которая тем временем продолжалась. К примеру, в 2004 году список именных иероглифов дзиммэё кандзи был существенно пополнен по указу министерства юстиции.
В 2010 году была проведена последняя на данный момент реформа Дзёё-кандзи, по итогу которой из списка были убраны 5 знаков (勺, 銑, 脹, 錘 и 匁) и добавлены 196 новых, таким образом список расширился до 2136 знаков.

## Особенности письменности
Японская письменность во многих случаях позволяет при передаче информации обойтись без введения новых слов и дополнительных пояснений. К примеру, кандзи «ватаси» или «ватакуси» (яп. 私, «я») может использоваться мужчинами и женщинами в официальных документах и письмах и не несёт различения по половому признаку. «Ватаси», записанное хираганой (яп. わたし), в основном, используется женщинами в неформальных ситуациях: в дневнике или в письмах к другу. «Ватаси» редко записывается катаканой (яп. ワタシ) и почти никогда — ромадзи, за исключением тех случаев, когда весь текст записан ромадзи.
Сочетания кандзи могут также получать произвольные чтения в стилистических целях при помощи фуриганы. К примеру, в рассказе Нацумэ Сосэки «Пятая ночь» автор использует запись 接続って для цунагаттэ — формы герундия «-тэ» глагола цунагару («соединять»), который обычно записывается как 繋がって или .

## Знаки препинания и повтора

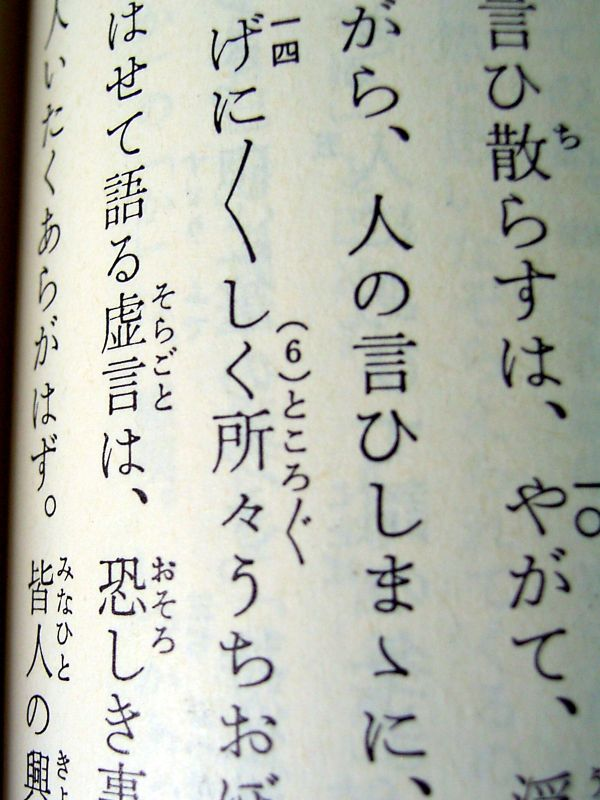
Многообразие знаков повтора и препинания в классическом японском тексте.

До Реставрации Мэйдзи в японском языке знаки препинания не использовались. Выразительных средств письменности достаточно для передачи вопросительных или восклицательных интонаций: к примеру, частица «ка» (яп. か), стоящая в конце предложения, делает его вопросительным, а частица «ё» (яп. よ) — восклицательным. При передаче разговорной речи, в которой многие управляющие частицы опускаются, знаки препинания встречаются чаще. Сами знаки препинания в японской письменности имеют иную форму и размер, нежели европейские. К примеру, мару «точка» (。), «запятая» (、) для синтагматического деления предложения и парные кавычки (「」) для выделения прямой речи занимают место целого иероглифа.
Более широкая область применения исторически была у знаков повтора. Чтобы не писать два одинаковых кандзи подряд, можно второй заменить знаком повтора одоридзи, имеющим следующий вид: 々. К примеру, слово «люди» (хитобито) чаще записывается как 人々, а не как 人人. До послевоенных реформ письменности применялись и другие знаки повтора: для отдельных знаков каны или целых групп. Иногда эти знаки по-прежнему применяются в вертикальном письме.
Другой часто используемый вспомогательный символ ヶ (уменьшенный знак катаканы кэ). Он произносится как ка, когда используется для показания количества (например, в сочетании  (яп. 六ヶ月 роккагэцу, «шесть месяцев») или как га в топонимах, например, в названии района Токио Касумигасэки (яп. 霞ヶ関 Касуми га сэки,  досл. «город дымки»). Данный символ является упрощённой записью кандзи 箇.